# Acanthocinus obliquus
Acanthocinus obliquus är en skalbaggsart som först beskrevs av Leconte 1862.  Acanthocinus obliquus ingår i släktet Acanthocinus och familjen långhorningar.
Artens utbredningsområde är Honduras. Inga underarter finns listade i Catalogue of Life.